# Лютик Гмелина
Лю́тик Гме́лина (лат. Ranúnculus gmelínii) — вид многолетних травянистых растений рода Лютик (Ranunculus) семейства Лютиковые (Ranunculaceae).
Видовой эпитет растению дан в честь Иоганна Гмелина, одного из первых исследователей флоры Сибири.

## Ботаническое описание
Небольшое водное или болотное многолетнее растение с тонкими голыми стеблями длиной 5—20 см.
Нижние листья длинночерешковые, верхние — почти сидячие. У болотных форм пластинка листа 10—15 мм шириной, почковидная, разделённая на 3 доли, средняя из которых 3-раздельная, а боковые — 5-раздельные.
Цветки до 10 мм в диаметре. Чашелистиков 5, жёлтых лепестков 5, немного длиннее чашелистиков.
Плод состоит из голых плодиков с крючкообразными носиками.
Цветёт во второй половине лета.

## Распространение и экология
По сырым берегам рек и озёр, окраинам болот, в мелких стоячих водоёмах.

## Таксономия
Вид Лютик Гмелина входит в род Лютик (Ranunculus) семейства Лютиковых (Ranunculaceae) порядка Лютикоцветных (Ranunculales).
|  |                                      |  |                                                             |                                                             |                     |  | ещё 9 семейств (согласно Системе APG II), в том числе Маковые | ещё 9 семейств (согласно Системе APG II), в том числе Маковые |                        |  |  |  | еще около 400 видов |
|  |                                      |  |                                                             |                                                             |                     |  | ещё 9 семейств (согласно Системе APG II), в том числе Маковые | ещё 9 семейств (согласно Системе APG II), в том числе Маковые |                        |  |  |  | еще около 400 видов |
|  |                                      |  |                                                             | порядок Лютикоцветные                                       |                     |  |                                                               |                                                               | род Лютик (Ranunculus) |  |  |  |                     |
|  |                                      |  |                                                             | порядок Лютикоцветные                                       |                     |  |                                                               |                                                               | род Лютик (Ranunculus) |  |  |  |                     |
|  | отдел Цветковые, или Покрытосеменные |  |                                                             |                                                             | семейство Лютиковые |  |                                                               |                                                               | вид Лютик Гмелина      |  |  |  |                     |
|  | отдел Цветковые, или Покрытосеменные |  |                                                             |                                                             | семейство Лютиковые |  |                                                               |                                                               |                        |  |  |  |                     |
|  |                                      |  | ещё 44 порядка цветковых растений (согласно Системе APG II) | ещё 44 порядка цветковых растений (согласно Системе APG II) |                     |  |                                                               | еще около 50 родов                                            | еще около 50 родов     |  |  |  |                     |
|  |                                      |  |                                                             | ещё 44 порядка цветковых растений (согласно Системе APG II) |                     |  |                                                               |                                                               | еще около 50 родов     |  |  |  |                     |